# Fototerapia

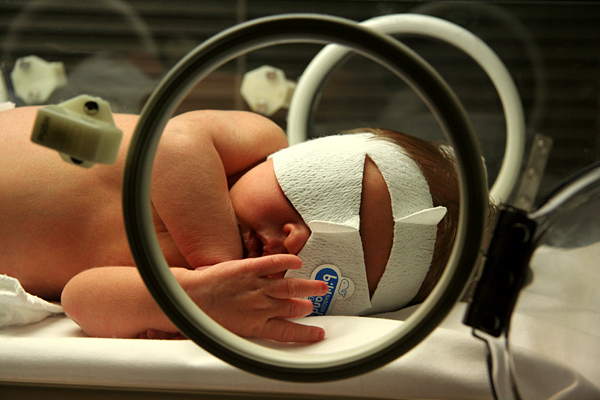
Fototerapia aplicada en ictericia del recién nacido.

La fototerapia es una técnica de tratamiento que emplea radiaciones electromagnéticas de origen natural o artificial para el tratamiento de enfermedades. La luz aplicada puede ser radiación visible, infrarrojos o ultravioleta. La fototerapia se emplea habitualmente en el tratamiento de enfermedades de la piel como el vitiligo y la psoriasis, si bien también se ha demostrado su utilidad en trastornos del estado de ánimo como la depresión. La fototerapia puede aplicarse en instalaciones específicas o bien mediante equipos para su uso desde casa. Son sinónimos de fototerapia: actinoterapia y luminoterapia.

## Historia
Los médicos de la Grecia clásica decían que sus enfermos se podían beneficiar de la exposición moderada a la luz solar. Avicena, un erudito y médico persa, en el siglo X comentaba los beneficios que reportaba tomar el sol con moderación.
En Europa, fueron los médicos franceses quienes, a mediados del siglo XVIII, pudieron comprobar los efectos beneficiosos del sol en enfermos con infecciones de piel. A partir de entonces, algunos médicos se dedicaron a potenciar estancias en los balnearios, en los que se anunciaban los beneficios de la luz solar. Y ello era así, siempre y cuando el exceso no echara por tierra los beneficios reales que los baños de sol moderados pueden proporcionar.

## Tipos de radiaciones
La zona del espectro de 4000-7000 Å es la de la luz visible. Por encima de los 7000 Å están los infrarrojos y por debajo de los 4000 Å los ultravioletas:
- UVA: 3200-4000 Å
- UVB: 2800-3200 Å
- UVC: 150-2800 Å

### Radiación infrarroja

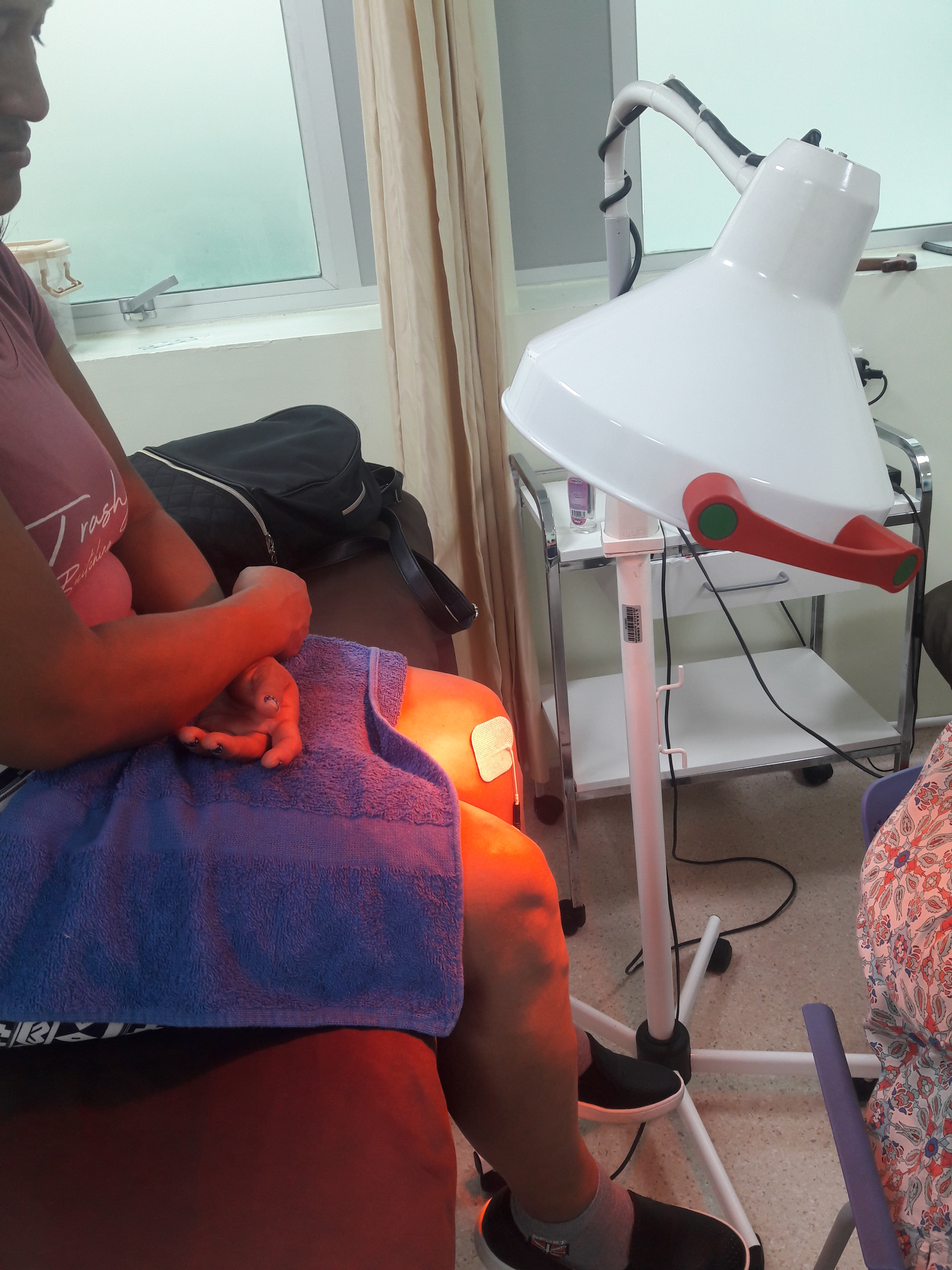
Lámpara de luz de radiación infrarroja

Se utiliza fundamentalmente como agente termoterápico mediante la cámara de infrarrojos. Esta no se ve, sólo da calor. Cuando se aplica calor mediante la lámpara, hay que colocarla para que aplique la radiación, pero de modo que la persona no esté en posición vertical a la lámpara. Se utiliza por su efecto termoterápico.

### Rayos ultravioletas
Tienen efectos terapéuticos y biológicos sobre el organismo, pero también efectos nocivos en exceso, en especial cuanto más corta es la onda ultravioleta (lejana al violeta e invisible) porque más se acercan a los rayos X (por eso no es saludable hacerse muchas placas de rayos X por año y existe un ente o más regulador nuclear de radiaciones).
Afortunadamente las radiaciones ultravioleta UVC (cortas y lejanas, casi) no llegan a la superficie terrestre, ya que las disipa la capa de ozono. Cuanto más llegasen en exceso, más se perdería la vida en la superficie terrestre.

### Láser
Es una luz especial artificial. LÁSER: Amplificación de luz mediante un proceso de emisión estimulada de radiación.
Se requiere una luz más un compuesto químico (sólido, líquido o gaseoso). La luz estimula al compuesto químico aumentando su energía. Esta energía cae, y es entonces cuando se ve a la luz, saliendo una luz mucho más potente (de un solo color: blanco, rojo, infrarrojo, verde), coherente, con capacidad incluso de cortar tejidos.
Hay 2 tipos:
- Láser blando: Radiación de 10-20 mW. Se usa barriendo la piel. Efectos analgésicos (en determinados procesos reumáticos, deportivos...), antiinflamatorios (10 W), y de regeneración de tejidos.
- Láser duro: Radiación de mayor de 10W. Puede provocar vaporizaciones celulares (10 W), foto coagulaciones (40 W), o explosiones celulares (100 W). Se utilizan para cortar (bisturí), foto coagular (desprendimiento de retina), vaporizaciones (quitar tatuajes y manchas...).

No se puede aplicar sobre los ojos ya que se producirían lesiones reversibles, excepto en las indicaciones terapéuticas. Tampoco se aplicaría en embarazos ni en cáncer, ya que tiene efectos patógenos.

## Efectos
Efectos fisiológicos de los que derivan aplicaciones terapéuticas:
- Eritema: Enrojecimiento de la piel por aumento de la vascularización. Cada persona tiene una dosis de eritema diferente (los morenos más que los rubios). Tiene diferentes grados:

1. º grado: Aumento de la vascularización.
2. º grado: Aumento de la vascularización e inflamación.
3. º grado: Aumento de la vascularización, inflamación, pigmentación de la piel de 2. 6 horas de exposición. Produciría descamación posterior.
4. º grado: Produce flictenas, ampollas, más todo lo anterior. Puede producir también necrosis y dejar cicatrices para siempre. Es, por tanto, un efecto indeseable.

- Pigmentación: Se produce por migración de la melanina por efecto fotoquímico. Esta emigra de la capa basal a la capa superficial.

- Efecto antirraquítico: la luz solar favorece la producción de vitamina D, necesaria para absorber el calcio de los alimentos y fortalecer los huesos. Puesto que la piel no es totalmente opaca, la luz llega a la sangre que circula por los capilares situados en las capas más superficiales. Y en la piel precisamente es donde se encuentra la llamada provitamina D, la cual se convierte en vitamina D por la acción de los rayos solares. No es necesario tomar el sol en exceso, ya que una pequeña cantidad de vitamina D es suficiente. También hace que se absorba más calcio y fósforo, y hace que aumente la secreción de ácido úrico, por lo que es bueno para los gotosos.

- Efecto antianémico: Porque es capaz de aumentar la síntesis de leucocitos, hematíes y plaquetas de la sangre.

- Efecto bacteriostático: La vitamina D provoca puentes entre las bases del ADN y así impide la replicación bacteriana.

## Indicaciones
La fototerapia está indicada para el aumento de síntesis de vitamina D, por ejemplo en el tratamiento del raquitismo y la osteomalacia (ablandamiento de los huesos por falta de vitamina D), para la anemia, en procesos para disminuir la replicación bacteriana (úlceras por decúbito), para tratamiento de procesos dermatológicos como el acné y la psoriasis, en el tratamiento de la ictericia fisiológica del recién nacido y contra trastornos del estado de ánimo.

## Contraindicaciones
- Descompensaciones cardiacas.
- Alteraciones descompensadas del sistema hepatorrenal.
- Tuberculosis activa.
- Procesos dermatológicos que se agravan con la radiación UV  por ejemplo los entre los daños que los rayos ultravioleta pueden provocar a los seres humanos se incluyen efectos en la piel como irritación, arrugas, pérdida de elasticidad, manchas y cánceres como  los melanomas. También posibles afecciones a nivel ocular y pueden desencadenar lupus eritematoso sistémico.

## Efectos secundarios
- Atrofia de las fibras de colágeno, lo que da lugar a un envejecimiento precoz.
- Queratosis Actínica: Lesión precancerosa por mutación que se produce pudiendo dar lugar a 3 cánceres: carcinoma de células escamosas, carcinoma de células basales, y melanoma.
- Fotosensibilización: Sensibilidad especial a la luz que producen ciertos cosméticos o medicamentos. Hay 2 tipos: la reacción fototóxica (medicamento/cosmético + sol = quemadura solar), y la reacción fotoalérgica (igual que la anterior, pero también intervienen mecanismos inmunitarios. El organismo crea anticuerpos frente al antígeno determinado. Es más grave y requiere sensibilizaciones previas).
- Fotoconjuntivitis: Es una conjuntivitis por luz solar. Hay inflamación, enrojecimiento, picor...
- Fotoqueratitis: Es una inflamación corneal que puede provocar, incluso, cicatrices en la córnea.

## Helioterapia
La helioterapia utiliza la exposición al sol de manera dosificada para fines terapéuticos. No es correcta la idea de que "cuanto más sol, mejor salud"; una helioterapia correctamente practicada exige:
- Evitar las horas de mayor intensidad solar. Principalmente en los meses de verano, huir de las horas cercanas al mediodía y aprovechar las primeras horas de la mañana o las últimas de la tarde, cuando la luz solar no es tan intensa.
- Comenzar la exposición al sol progresivamente. En un principio, no más de 15 minutos y aumentando paulatinamente el tiempo de exposición a medida que la piel se vaya cubriendo del color moreno, que es su protección natural ante los rayos ultravioleta.
- Ser especialmente cautos y precavidos con los niños. A ellos les gusta jugar al sol y fácilmente pueden recibir una dosis excesiva de luz solar, muy superior a la que necesitan. La piel de los niños es especialmente vulnerable, por lo que los tiempos de exposición deben ser menores que para los adultos.
- El "baño de sol" nunca debe dejar sensación de cansancio, sino que deben ser estimulantes y no agotadores. Por ello, si se nota cansancio al finalizar el baño solar, es signo de que la dosis de helioterapia ha sido excesiva.
- Protegerse. Es muy importante que la cabeza vaya siempre cubierta y los ojos protegidos con gafas de sol homologadas.
- Aplicarse filtros solares.

### Ventajas
Los baños de sol aportan:
- Estimulación del sistema inmune.
- Estimulación de la síntesis de vitamina D, que influye en la absorción intestinal del calcio y en la mineralización de los huesos.
- Prevención del raquitismo y la osteoporosis.
- Estimula la producción de ciertas hormonas sexuales y neurotransmisores.[cita requerida]
- Disminución de la presión sanguínea, idóneo para personas hipertensas.
- Mejora de enfermedades autoinmunes como la psoriasis.
- Mejora de enfermedades reumáticas, diabetes, gota,[8] úlceras crónicas, heridas, asma.
- La vitamina D induce la catelicidina, un polipéptido eficaz contra infecciones bacterianas (como la tuberculosis) y virales.[9]

### Inconvenientes
Es causa de quemaduras y manchas en la piel, deshidratación, lipotimias, golpe de calor, dermatitis solar, urticaria solar y queratosis actínica.